# Parafia Św. Rocha w Jazgarzewie
Parafia Św. Rocha w Jazgarzewie – parafia rzymskokatolicka, należąca do dekanatu piaseczyńskiego, archidiecezji warszawskiej, metropolii warszawskiej Kościoła katolickiego, w Jazgarzewie. Obsługiwana przez księży archidiecezjalnych.

## Historia
Dokładna data powstania parafii nie jest znana. Na podstawie dostępnych źródeł można ustalić, że istniała już w drugiej połowie XIV w. Nie dochował się żaden wykaz wsi należących pierwotnie do parafii Jazgarzew. 

### Kościół parafialny
Pierwszy kościół parafialny powstał w drugiej połowie XIV w. Był to kościół drewniany, stał na tym samym miejscu co i dzisiejszy kościół, w pobliżu rzeki zwanej wówczas Jezioro. W 2 poł. XVIII w. stary kościół był w tak złym stanie, że nie nadawał się do remontu. Nowy, zbudowany w tym czasie, spłonął w 1915. W latach 1923–1928 zbudowano kościół murowany, konsekrowany 13 października 1929 przez arcybiskupa Stanisława Galla.